# Little Big
Little Big – rosyjski zespół muzyczny założony w 2013 w Petersburgu. Styl muzyczny zespołu stanowi połączenie rapu i rave, który sami muzycy określają jako "funeral rave".

## Historia zespołu
Zespół w swoich utworach i kręconych do nich klipach często stosuje satyrę, co jest widoczne w nawiązywaniu do narodowych stereotypów o Rosji. Ze względu na fakt, że członkowie zespołu mają własną firmę fotograficzną, wszystkie teledyski kręcą i wydają sami. Realizatorem większości z nich jest współpracująca z Little Big Alina Pasok.

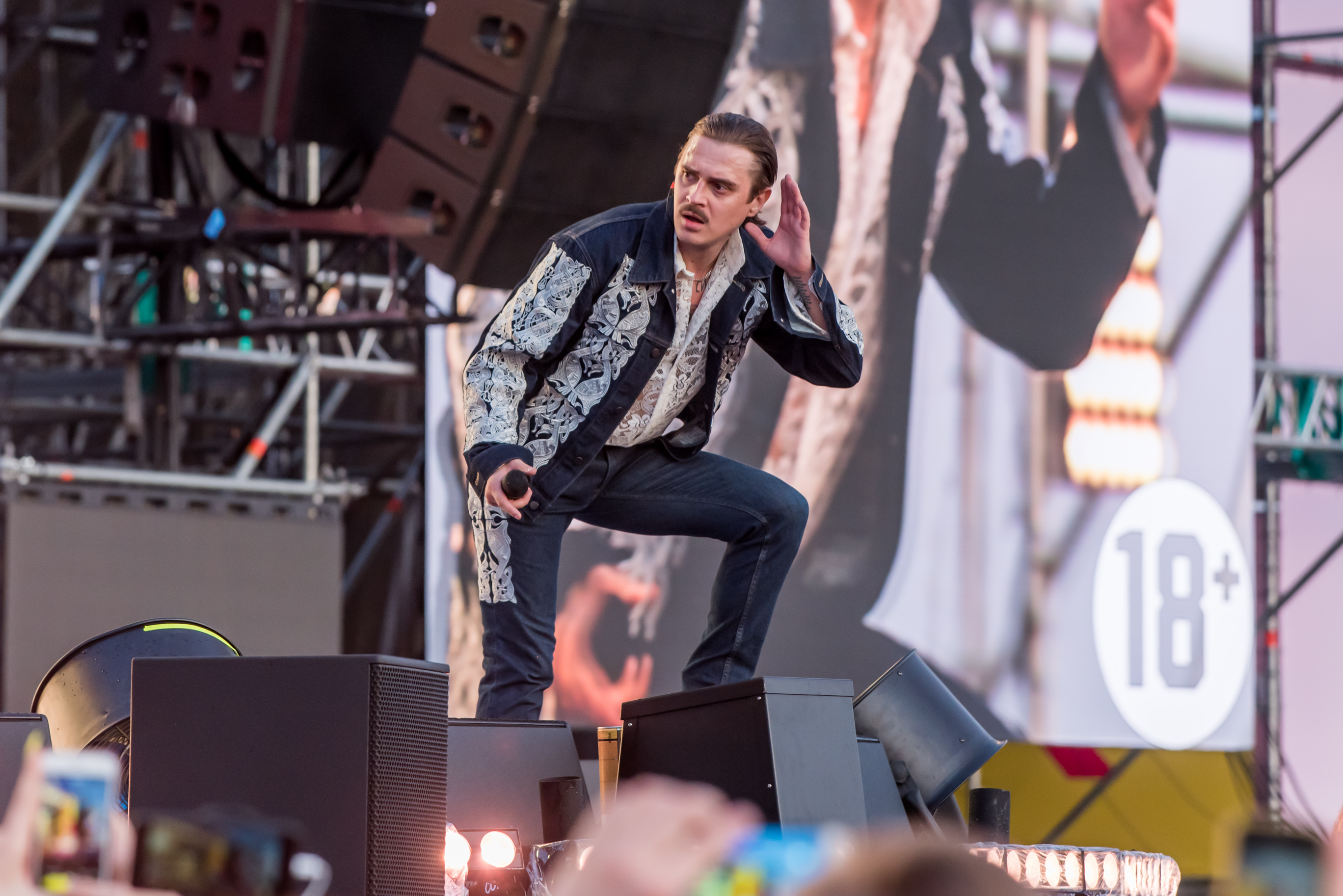
Little Big na VK Fest 5 (Ilija Prusikin)

Niekiedy Little Big porównywane jest do południowoafrykańskiej grupy Die Antwoord, co ma związek z podobnym stylem muzycznym, jak i również ekscentrycznym wizerunkiem. Debiut sceniczny rosyjski zespół miał 2 lipca 2013 w klubie A2 przed występem Die Antwoord. Sami muzycy odrzucają to porównanie, chociaż wymieniają południowoafrykańską grupę jako jedną ze swoich ulubionych. Do innych inspiracji zespołu należą przede wszystkim The Prodigy, Scooter, DJ Paul, Nirvana, Aux Raus czy Cannibal Corpse.

21 maja 2016 na gali rozdania Berlin Music Video Awards muzycy odebrali nagrodę za najbardziej tandetny teledysk ("Big Dick") i dla najlepszego wykonawcy ("Give Me Your Money"). 

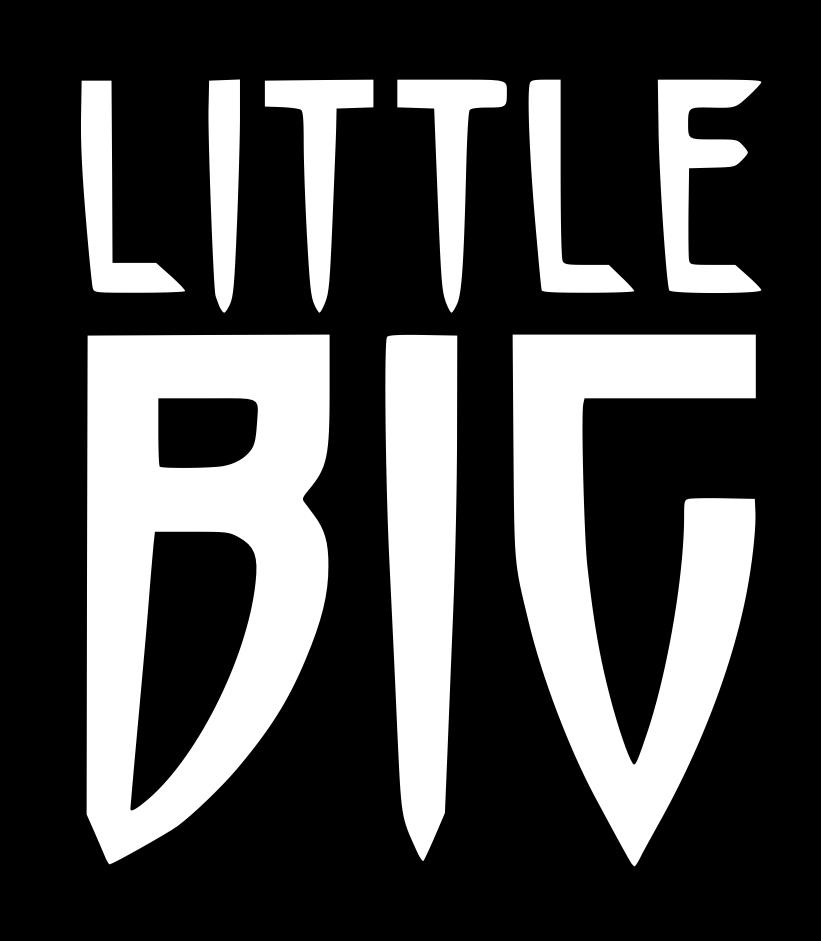
Logotyp Little Big

 W maju 2020 mieli reprezentować Rosję z utworem „Uno” w 65. Konkursie Piosenki Eurowizji, jednak konkurs został odwołany z powodu pandemii COVID-19. Utwór "Uno" uplasował się na czołowych miejscach kilku list przebojów, m.in. w Rosji, Ukrainie, Estonii oraz Litwie. Również w 2020 muzycy wydali utwory „Hypnodancer” i „Tacos”, które odniosły sukces na terenie Wspólnoty Niepodległych Państw.

W 2021 nagrali singiel „Moustache” z Nettą. Do utworu powstał teledysk, który już pierwszego dnia osiągnął prawie milion odsłon w serwisie YouTube. W dniu zaatakowania Ukrainy przez Rosję w lutym 2022 publicznie potępili wojnę.

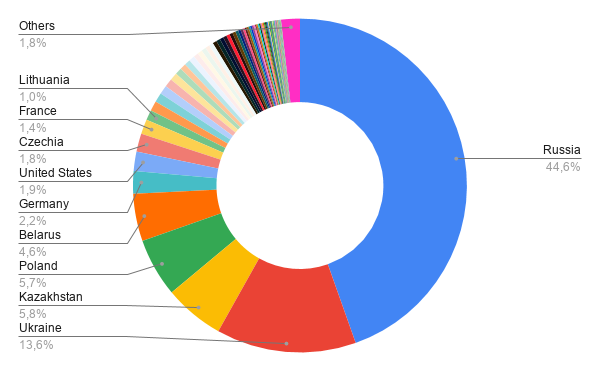
Statystyki wyświetleń Little Big z różnych krajów

## Popularność
Teledysk do piosenki „Uno” ma ponad 200 milionów wyświetleń na YouTube. Niecałe 50 procent widzów pochodzi z Rosji, ponad 10 procent z Ukrainy, a około 5 procent z Kazachstanu, Polski i Białorusi. Według danych z YouGov są 84 najpopularniejszym zespołem w Rosji.

## Skład zespołu
| Artysta muzyczny                                    | Zdjęcie      |
| Obecny skład                                        | Obecny skład |
| --------------------------------------------------- | ------------ |
| Ilija "Iljicz" Prusikin – wokal (od 2013)           |              |
| Sonia Tajurskaja – wokal (od 2014)                  |              |
| Byli członkowie                                     |              |
| Siergiej "Gokk" Makarow – DJ, producent (2013-2022) |              |
| Anton Lisow – wokal (2014-2022)                     |              |
| Anna Kast (2013–2014) – wokal                       |              |
| Olympia Iwlewa (2013–2018) – wokal                  |              |

## Dyskografia

### Albumy
- With Russia From Love (2014)[18]
- Funeral Rave (2015)[19]
- Antipositive, Pt. 1(inne języki) (2018)[20]
- Antipositive, Pt. 2(inne języki) (2018)[21]

### Minialbumy
- Rave On (2017)
- Skibidi (2019)
- Go Bananas(inne języki) (2019)[22]
- Welcome To The Internet(inne języki) (2021)[23]

### Single
Jako główny artysta
| Rok                                                                                                 | Tytuł                                                  | Najwyższe pozycje na listach | Najwyższe pozycje na listach | Najwyższe pozycje na listach | Najwyższe pozycje na listach | Najwyższe pozycje na listach | Najwyższe pozycje na listach | Najwyższe pozycje na listach | Najwyższe pozycje na listach | Najwyższe pozycje na listach | Certyfikat             |
| Rok                                                                                                 | Tytuł                                                  | WNP                          | WNP                          | WNP                          | BEL (Fl)                     | BLR                          | EST                          | LTU                          | SCO                          | HUN                          | Certyfikat             |
| Rok                                                                                                 | Tytuł                                                  | Radio & YouTube              | Radio                        | YouTube                      | BEL (Fl)                     | BLR                          | EST                          | LTU                          | SCO                          | HUN                          | Certyfikat             |
| --------------------------------------------------------------------------------------------------- | ------------------------------------------------------ | ---------------------------- | ---------------------------- | ---------------------------- | ---------------------------- | ---------------------------- | ---------------------------- | ---------------------------- | ---------------------------- | ---------------------------- | ---------------------- |
| 2013                                                                                                | „Everyday I'm Drinking”                                | –                            | –                            | –                            | –                            | –                            | –                            | –                            | –                            | –                            |                        |
| 2013                                                                                                | „Russian Hooligans”                                    | –                            | –                            | –                            | –                            | –                            | –                            | –                            | –                            | –                            |                        |
| 2013                                                                                                | „We will push the button”                              | –                            | –                            | –                            | –                            | –                            | –                            | –                            | –                            | –                            |                        |
| 2014                                                                                                | „With Russia From Love”                                | 388                          | –                            | 75                           | –                            | –                            | –                            | –                            | –                            | –                            |                        |
| 2014                                                                                                | „Public Enemy”                                         | 632                          | –                            | 853                          | –                            | –                            | –                            | –                            | –                            | –                            |                        |
| 2014                                                                                                | „Dead Unicorn”                                         | –                            | –                            | –                            | –                            | –                            | –                            | –                            | –                            | –                            |                        |
| 2015                                                                                                | „Kind Inside, Hard Outside”                            | –                            | –                            | –                            | –                            | –                            | –                            | –                            | –                            | –                            |                        |
| 2015                                                                                                | „Give Me Your Money”                                   | 30                           | –                            | 16                           | –                            | –                            | –                            | –                            | –                            | –                            |                        |
| 2016                                                                                                | „Fucking Asshole”                                      | –                            | –                            | –                            | –                            | –                            | –                            | –                            | –                            | –                            |                        |
| 2016                                                                                                | „Big Dick”                                             | 269                          | –                            | 64                           | –                            | –                            | –                            | –                            | –                            | –                            |                        |
| 2016                                                                                                | „Hateful Love”                                         | 200                          | –                            | 65                           | –                            | –                            | –                            | –                            | –                            | –                            |                        |
| 2016                                                                                                | „Polyushko Polye”                                      | –                            | –                            | –                            | –                            | –                            | –                            | –                            | –                            | –                            |                        |
| 2017                                                                                                | „U can take” (gościnnie: Tatarka)                      | –                            | –                            | –                            | –                            | –                            | –                            | –                            | –                            | –                            |                        |
| 2017                                                                                                | „Rave On”                                              | 86                           | –                            | 12                           | –                            | –                            | –                            | –                            | –                            | –                            |                        |
| 2017                                                                                                | „Lolly Bomb”                                           | 16                           | –                            | 3                            | –                            | –                            | –                            | –                            | –                            | –                            |                        |
| 2017                                                                                                | „For Haters”                                           | 224                          | –                            | 49                           | –                            | –                            | –                            | –                            | –                            | –                            |                        |
| 2017                                                                                                | „To Party”                                             | 150                          | –                            | 31                           | –                            | –                            | –                            | –                            | –                            | –                            |                        |
| 2017                                                                                                | „Live In Da Trash”                                     | 247                          | –                            | 108                          | –                            | –                            | –                            | –                            | –                            | –                            |                        |
| 2017                                                                                                | „Pump It”                                              | 170                          | –                            | 49                           | –                            | –                            | –                            | –                            | –                            | –                            |                        |
| 2018                                                                                                | „Faradenza”                                            | –                            | –                            | –                            | –                            | –                            | –                            | –                            | –                            | –                            |                        |
| 2018                                                                                                | „AK-47”                                                | 93                           | –                            | 35                           | –                            | –                            | –                            | –                            | –                            | –                            |                        |
| 2018                                                                                                | „Skibidi”                                              | 1                            | 124                          | 1                            | –                            | 112                          | –                            | –                            | –                            | –                            | - POL: platynowa płyta |
| 2019                                                                                                | „Skibidi (Romantic Edition)”                           | 1                            | –                            | 1                            | –                            | –                            | –                            | –                            | –                            | –                            |                        |
| 2019                                                                                                | „I’m OK”                                               | 1                            | 31                           | 1                            | –                            | –                            | –                            | –                            | –                            | –                            | - POL: złota płyta     |
| 2019                                                                                                | „Rock-Paper-Scissors”                                  | 9                            | –                            | 1                            | –                            | –                            | –                            | –                            | –                            | –                            |                        |
| 2019                                                                                                | „Go Bananas”                                           | 6                            | 93                           | 2                            | –                            | –                            | –                            | –                            | –                            | –                            |                        |
| 2019                                                                                                | „Antipositiv”                                          | 80                           | –                            | 12                           | –                            | –                            | –                            | –                            | –                            | –                            |                        |
| 2020                                                                                                | „Uno”                                                  | 1                            | 7                            | 1                            | –                            | 15                           | 9                            | 33                           | 97                           | 21                           |                        |
| 2020                                                                                                | „Hypnodancer”                                          | 1                            | 63                           | 1                            | –                            | –                            | –                            | –                            | –                            | –                            | - POL: złota płyta     |
| 2020                                                                                                | „Tacos”                                                | 1                            | 251                          | 1                            | –                            | –                            | –                            | –                            | –                            | –                            |                        |
| 2020                                                                                                | „Suck My Dick 2020”                                    | –                            | –                            | –                            | –                            | –                            | –                            | –                            | –                            | –                            |                        |
| 2021                                                                                                | „Sex Machine”                                          | 19                           | 147                          | 3                            | –                            | –                            | –                            | –                            | –                            | –                            |                        |
| 2021                                                                                                | „We Are Litte Big”                                     | 85                           | –                            | 16                           | –                            | –                            | –                            | –                            | –                            | –                            |                        |
| 2021                                                                                                | „Moustache” (oraz Netta)                               | 38                           | –                            | 2                            | –                            | –                            | 63                           | –                            | –                            | –                            |                        |
| 2021                                                                                                | „Turn It Up” (oraz Oliver Tree, gościnnie: Tommy Cash) | 27                           | –                            | 2                            | –                            | –                            | –                            | –                            | –                            | –                            |                        |
| "–" oznacza to, że utwór nie zadebiutował na liście lub utwór nie został wydany w podanych krajach. |                                                        |                              |                              |                              |                              |                              |                              |                              |                              |                              |                        |